# Естония
Естония, официално Република Естония (на естонски: Eesti или Eesti Vabariik) е държава в Североизточна Европа. Граничи с балтийската държава Латвия (339 km) на юг и с Русия (229 km) на изток. На север е отделена от Финландия с тесния Фински залив и на запад от Швеция с Балтийско море. Нейната брегова ивица е дълга 3794 km. Естония е член на Европейския съюз от 1 май 2004. От същата година страната, заедно с още 6 източноевропейски държави, става член и на НАТО. Естония е сред основателките на Инициатива „Три морета“ през 2016 г.

## История
- II хилядолетие пр. Хр. – територията на днешна Естония е населена от племето ести (естонци) от угро-финската племенна група.
- 12 – 13 век сл. Хр. – оформя се естонската народност.
- 1227 – завладяна от Ливонския орден и Дания.
- 1346 – Тевтонският орден завзема области, контролирани от Дания.
- 1561 – Естония е поделена между Жеч Посполита, Швеция и Дания.
- 17 в. – преминава изцяло под шведска власт.
- 1721 – след Северната война по Нищатския мирен договор Естония е присъединена към Русия.
- 19 в. – развива се национално движение против Русия.
- 1917 – в страната е установена съветска власт (октомври).
- 1918 – Естония е окупирана от германски войски.
- 1919 – обявена е независима Естонска република, призната от Съветска Русия (1920).
- 1940 – СССР анексира (юни) Естония, образувана е Естонска ССР (21 юли), включена (6 август) в състава на СССР.
- 1941 – окупирана е от германските войски.
- 1944 – възстановена е съветската власт.
- 1990 – декларация на правителството на Естония за независимост от СССР.
- 1991 – призната е независимостта на Естония.
- 1992 – приета е нова конституция, президент Л. Мери (преизбран 1996), парламентарни избори, спечелени от Отечествената партия, която печели и следващите избори (1995).
- 1999 – министър-председател М. Лаар (подава оставка през януари 2002).
- 2001 – президент А. Рюйтел. Естония е членка на ООН (1991).

## География
Естония е разположена в североизточната част на Европа с площ 45 226 km². На север Естония граничи с големия Фински залив, на запад – с Балтийско море и Рижки залив, на юг граничи с Латвия и на изток – с Русия. Общата дължина на бреговата линия е 3794 km. В Естония има 2355 острова, разположени в акваторията на Балтийско море. Двата най-големи острова са Сааремаа и Хиюмаа.
В Естония има 5 национални парка, най-стар и най-голям сред които е Лахемаа.

## Държавно устройство
Естония е парламентарна република начело с президент, избиран от парламента за 5 години. Законодателният орган се нарича Рийгиког и се състои от една камара със 101 депутати, избирани за 5 години. Изпълнителен орган е правителството, начело с премиер.

## Административно деление
От 1990 година Естония е разделена административно на 15 области (на естонски: maakond). От своя страна окръзите се делят на общини (на естонски: omavalitsus), чийто брой е 198. От тях 30 са градски, а останалите – селски.
| Област        | Карта |
| ------------- | ----- |
| 1. Хию        |       |
| 2. Ляяне      |       |
| 3. Харю       |       |
| 4. Лаане-Виру |       |
| 5. Ида-Виру   |       |
| 6. Рапла      |       |
| 7. Ярва       |       |
| 8. Йъгева     |       |
| 9. Сааре      |       |
| 10. Пярну     |       |
| 11. Вилянди   |       |
| 12. Тарту     |       |
| 13. Валга     |       |
| 14. Пълва     |       |
| 15. Въру      |       |

## Природа
Територията на Република Естония е изцяло заета от низини, само в югоизточния ѝ край има леки хълмовидни възвишения, като най-високият хълм е с надморска височина 318 m.

### Климат
| температура | януари | февруари | март  | април | май   | юни   | юли   | август | септември | октомври | ноември | декември |
| ----------- | ------ | -------- | ----- | ----- | ----- | ----- | ----- | ------ | --------- | -------- | ------- | -------- |
| минимална   | −6 °C  | −7 °C    | −4 °C | 0 °C  | 5 °C  | 10 °C | 12 °C | 12 °C  | 8 °C      | 4 °C     | −10 °C  | −4 °C    |
| максимална  | −2 °C  | −2 °C    | 2 °C  | 8 °C  | 15 °C | 19 °C | 21 °C | 20 °C  | 15 °C     | 9 °C     | 3 °C    | 0 °C     |

## Икономика
Естония е индустриално-аграрна страна в преход към пазарна икономика. Основни промишлени отрасли – добив на торф и горивни шисти, фосфати, машиностроене, химическа промишленост, дървообработване, хранително-вкусова, текстилна, шевна, рибно-консервна и др. промишлености.
- Селско стопанство – обработва се 20% от територията на страната. Отглеждат се ръж, пшеница, ечемик, картофи, лен, зеленчуци. Водещи отрасли в животновъдството – млечно-месно скотовъдство и беконно свиневъдство. Развит е риболовът.

Износ: 3,1 млрд. USD (2000) – машини и уреди, изделия от дърво, текстил, хранителни продукти, метали, химични продукти (Швеция, Финландия, Русия, Латвия, Германия, САЩ).
Внос: 4 млрд. USD (2000) – машини и уреди, хранителни стоки, химични продукти, метални изделия, текстил (Финландия, Русия, Швеция, Германия, САЩ).

## Население
По произход естонците са близки до финландците (отнасят се към угро-финската езикова група). От малцинствата най-многобройни са руснаците (28%). По-голямата част на населението (74%) живее в градовете, главно в столицата Талин, в промишления център Нарва, около известния с по-мекия си климат летен курорт Пярну. В Естония има 204 българи (към 2000 година)
Религия: християни – 98,1% (от тях протестанти – 58,6%, православие – 38,9%, католици – 0,8%, униати – 1,7%), мюсюлмани – 0,2%, юдаизъм – 0,3%, други – 1,4%.

## Политика
Естония е парламентарна демократична република, в която министър-председателят на Естония е глава на правителството и която включва многопартийна система. Политическата култура в Естония е стабилна, като на власт се задържат между 2 – 3 партии, които са били в политиката за по-дълго време. Тази ситуация е подобна на тази в други страни в Северна Европа.

### Парламент
Парламентът на Естония (на естонски: Riigikogu) представлява законодателната власт и се избира за срок от четири години с пропорционално представителство. Естонската политическата система работи под рамката, предвидена през 1992 г. в Конституцията. Естонският парламент има 101 членове и влияе на управлението на държавата, основно чрез определяне на приходите и разходите на държавата (за установяване на данъци и приемането на бюджета). В същото време парламентът има право да представи изявления, декларации и жалби към народа на Естония, ратифицира и денонсира международни договори с други държави и международни организации и взема решение относно държавни заеми.
Парламентът избира и назначава няколко високопоставени служители на държавата, включително и президента на Републиката. В допълнение към това Парламентът назначава, по предложение на председателя на Естония, председателя на Националния съд, председателя на управителния съвет на централната банка на Естония, главния одитор, Правния канцлер и главнокомандващия силите за отбрана. Членовете на Парламента имат право да искат обяснения от страна на правителството на Република и нейните членове. Това дава възможност на членовете на парламента да наблюдават дейността на изпълнителната власт и по-горе споменатите високи длъжностни лица на държавата.

### Правителство
Правителството на Естония (на естонски: Vabariigi Valitsus) или изпълнителната власт се формира от министър-председателя на Естония, номиниран от президента и одобрен от парламента. Правителството упражнява изпълнителната власт в съответствие с Конституцията на Естония и законите на Република Естония и се състои от дванадесет министри, включително министър-председателят. Премиерът също така има право да назначава други министри. Това са министри без портфейл, които не разполагат с министерство, което да ръководят. Министър-председателят няма право да назначи повече от трима такива министри, като максималният брой на министрите в едно правителство е петнадесет. Той е известен също като 'кутията'. Кабинетът провежда вътрешната и външната политика на страната, оформен от парламента, той ръководи и координира работата на държавните институции и носи пълна отговорност за всичко, срещащо се в рамките на органа на изпълнителната власт. Правителството е оглавявано от министър-председателя, като по този начин представлява политическото ръководство на страната и взема решения от името на цялата изпълнителна власт.
Естония развива усилено електронното правителство. Интернет гласуването се използва по време на избори в Естония. Първото интернет гласуване се провежда в местните избори през 2005 г., а в парламентарните избори се предоставя на разположение за пръв път през 2007 г., когато 30 275 лица са гласували по интернет.

### Закон
Според Конституцията на Естония (на естонски: Põhiseadus) върховната власт на държавата принадлежи на народа. Хората упражняват върховната власт на държавата с избора на Парламент, чрез гражданите, които имат право да гласуват. Върховната съдебна власт се упражнява от Върховния съд или Riigikohus, с деветнадесет съдии. Главният съдия се назначава от парламента за период от девет години с номинация от президента. Официалният държавен глава е президентът на Естония, който дава съгласие за законите, приети от Riigikogu, като има право да ги върне или да предложи нови закони. Президентът обаче не използва тези права много често, като до голяма степен играе церемониална роля. Той или тя се избира от Riigikogu, с две трети от гласовете. Ако кандидатът не получи необходимите гласове, правото да избере президент получава избирателният орган, състоящ се от 101 членове и представители на местните съвети. Както и в други сфери, естонското законодателство е успешно интегрирано с информационната ера.

### Международни отношения
Естония е членка на Обществото на народите от 22 септември 1921 г., на ООН – от 17 септември 1991 г., на НАТО – от 29 март 2004 г., както и на Европейския съюз от 1 май 2004 г. Естония също така е членка на Организацията за сигурност и сътрудничество в Европа (ОССЕ), Организацията за икономическо сътрудничество и развитие (ОИСР), Съвета на балтийските държави (CBSS) и Северната инвестиционна банка (NIB). Като държава-участничка в ОССЕ, международните ангажименти на Естония са обект на мониторинг в рамките на мандата на Хелзинкската комисия. Естония също така е подписала Протокола от Киото.
След установяване на независимостта, Естония е осъществявала външната си политика в тясно сътрудничество със своите западноевропейски партньори. Двете най-важни цели на политиката в това отношение са били присъединяването на страната към НАТО и Европейския съюз, постигнати през март и май 2004 г. Международното преориентиране на Естония към Запада е било придружено от общото влошаване на отношенията с Русия.
От началото на 1990-те години Естония участва активно в сътрудничество с Латвия и Литва и сътрудничество със скандинавските страни. Балтийският съвет е съвместен форум на междупарламентарна Балтийска асамблея и междуправителствен Балтийски съвет на министрите. Nordic-Baltic Eight (NB-8) е съвместно сътрудничество между правителствата на Дания, Естония, Финландия, Исландия, Латвия, Литва, Норвегия и Швеция. Nordic-Baltic Six (NB-6) се състои от северните балтийски страни, които са в Европейския съюз и държавите членки. Парламентарното сътрудничество между Балтийската асамблея и Северният съвет на министрите започва през 1989 г. Годишната среща на върха се провежда и в допълнение се организират срещи на всички възможни нива. Северният съвет на министрите има офис в Талин с филиал в Тарту и информационни точки. Съвместните проекти включват програма за образование и програми за мобилност на бизнеса и индустрията, както и за публичната администрация.
Важен елемент в пост-независимото преориентиране на Естония е ориентирането към скандинавските страни, особено Финландия и Швеция. Всъщност естонците се скандинавска нация, а не балтийци, въз основа на техните исторически връзки с Швеция, Дания и Финландия особено.
През 2004 г. Естония се присъедини към Европейския съюз. Днес има обширна икономическа взаимозависимост между Естония и нейните северни съседи: три-четвърти от чуждестранните инвестиции в Естония произхождат в скандинавските страни (главно Финландия и Швеция), за което Естония изпраща 42% от износа си (в сравнение с 6,5% Русия, 8,8% в Латвия и 4,7% в Литва). От друга страна, естонската политическата система, нейната единна ставка на данъка върху доходите се разграничи от скандинавските страни и скандинавския модел, а всъщност и от много други европейски държави.
В Естония се проведе председателството на Съвета на Европейския съюз през първата половина на 2018 г.

### Военна политика
Целта на естонската национална политика по отбраната е да се гарантира запазването на независимостта и суверенитета на държавата, на целостта на своята земя, териториалните води, въздушното пространство и нейния конституционно установен ред. Текущи стратегически цели са да защитава интересите на страната, развитие на въоръжените сили за оперативна съвместимост с други сили от НАТО и на държавите от ЕС, както и участие в мисии на НАТО.
Националната военна служба (на естонски – ajateenistus) е задължителна за мъжете на възраст между 18 и 28, като наборниците служат от осем до единадесет месеца. Естония е запазила повинност за разлика от Латвия и Литва и няма план за прехода към професионална армия. През 2008 г. годишният военен бюджет достигна 1,85% от БВП, или 5 милиарда крони, и се очаква да продължи да нараства, като се очаква ниво от 2,0%.
Естония сътрудничи с Латвия и Литва в няколко тристранни инициативи за сътрудничество в отбраната.
През януари 2008 г. естонската армия има почти 300 войници, разположени в чужди страни, като част от различни международни мироопазващи сили, включително 35 войници, разположени в Косово; 120 войници от сухопътните сили в Афганистан; 80 войници, разположени в Ирак; и двама естонските служители в Босна и Херцеговина.

## Култура

### Преса
През 2015 г. Естония е на десето място по свобода на пресата в света (седмо в Европа) по данни на Репортери без граници (+ 1 място спрямо предходната година).

## Други
- Комуникации в Естония
- Транспорт в Естония
- Въоръжени сили на Естония
- Външна политика на Естония